# 1581 a tudományban
Az 1581. év a tudományban és a technikában.

## Születések
- Claude-Gaspard Bachet de Méziriac francia matematikus († 1638)
- Edmund Gunter walesi származású angol matematikus († 1626)